# Ptolemeusz IV Filopator
Ptolemeusz IV Filopator (ur. 246 lub 238 p.n.e., zm. 204 p.n.e.) – czwarty władca Egiptu z dynastii Ptolemeuszy, panował w latach 221–204 p.n.e., syn Ptolemeusza III Euergetesa i Bereniki II, mąż swojej siostry Arsinoe III, z którą miał syna Ptolemeusza V Epifanesa.

## Panowanie
Jego wychowawcą był znany uczony i ówczesny kierownik Biblioteki Aleksandryjskiej Eratostenes. Sam władca był człowiekiem o szerokich zainteresowaniach, czego wyrazem jest choćby fakt napisania przez niego tragedii pt. Adonis (niezachowana). Na czasy panowania Ptolemeusza IV przypadł poważny kryzys ekonomiczny, którego początki zaobserwować można już za panowania jego ojca. Spowodowany był on przewartościowaniem monety srebrnej względem brązowej, a jego efektem było załamanie się sprawnie dotąd działającego trójmetalicznego systemu monetarnego.
Pierwsze lata panowania były wypełnione walką z Seleucydami o Syrię w ramach czwartej wojny syryjskiej (219-217 p.n.e.), zakończonej zwycięską dla Egiptu bitwą pod Rafią i utrzymaniem egipskiego panowania w Celesyrii (Syria z Fenicją).
Jego polityka wewnętrzna naznaczona była walką z opozycją (powstanie nubijskiego wodza Horunnefera w Tebaidzie) oraz stopniowo pogarszającą się sytuacją gospodarczą kraju. Duży wpływ na tego władcę mieli niektórzy dworzanie (Sosibios, Agatokles z Samos, metresa Agatokleja), którzy skupili w swoich rękach znaczną władzę. Pierwszy z nich stał się szarą eminencją dworu i był odpowiedzialny za serię morderstw, które objęły członków rodziny panującej, m.in. matkę króla – Berenikę II oraz królewskiego brata Magasa.
Za pośrednictwem posłów brał udział w mediacjach pomiędzy Rzymianami a królem macedońskim Filipem. Wojny i konflikty wewnętrzne za panowania tego władcy spowodowały przełom, który zapoczątkował zmierzch potęgi państwa Ptolemeuszy.

## Tytulatura
| M23 · X1 | L2 · X1 |

| M23 · X1 | L2 · X1 |

| U22 | R8 | U22 | R8 | F44 · N35 | Q3 · X1 | V28 | U21 | F12 · D28 | C2 | C12 | S42 | S34 |

| U22 | R8 | U22 | R8 | F44 · N35 | Q3 · X1 | V28 | U21 | F12 · D28 | C2 | C12 | S42 | S34 |

| U22 | R8 | U22 | R8 | F44 · N35 | Q3 · X1 | V28 | U21 | F12 · D28 | C2 | C12 | S42 | S34 |

| U22 | R8 | U22 | R8 | F44 · N35 | Q3 · X1 | V28 | U21 | F12 · D28 | C2 | C12 | S42 | S34 |

| M23 · X1 | L2 · X1 |

| M23 · X1 | L2 · X1 |

| U22 | R8 | U22 | R8 | F44 · N35 | Q3 · X1 | V28 | U21 | F12 · D28 | C2 | C12 | S42 | S34 |

| U22 | R8 | U22 | R8 | F44 · N35 | Q3 · X1 | V28 | U21 | F12 · D28 | C2 | C12 | S42 | S34 |

| U22 | R8 | U22 | R8 | F44 · N35 | Q3 · X1 | V28 | U21 | F12 · D28 | C2 | C12 | S42 | S34 |

| U22 | R8 | U22 | R8 | F44 · N35 | Q3 · X1 | V28 | U21 | F12 · D28 | C2 | C12 | S42 | S34 |

| G39 | N5 |

| G39 | N5 |

| Q3 · X1 | V4 | E23 · Aa15 | M17 | M17 | S29 | S34 | D&t&tA | Q1 | X1 · U6 | H8 |

| Q3 · X1 | V4 | E23 · Aa15 | M17 | M17 | S29 | S34 | D&t&tA | Q1 | X1 · U6 | H8 |

| Q3 · X1 | V4 | E23 · Aa15 | M17 | M17 | S29 | S34 | D&t&tA | Q1 | X1 · U6 | H8 |

| Q3 · X1 | V4 | E23 · Aa15 | M17 | M17 | S29 | S34 | D&t&tA | Q1 | X1 · U6 | H8 |

| G39 | N5 |

| G39 | N5 |

| Q3 · X1 | V4 | E23 · Aa15 | M17 | M17 | S29 | S34 | D&t&tA | Q1 | X1 · U6 | H8 |

| Q3 · X1 | V4 | E23 · Aa15 | M17 | M17 | S29 | S34 | D&t&tA | Q1 | X1 · U6 | H8 |

| Q3 · X1 | V4 | E23 · Aa15 | M17 | M17 | S29 | S34 | D&t&tA | Q1 | X1 · U6 | H8 |

| Q3 · X1 | V4 | E23 · Aa15 | M17 | M17 | S29 | S34 | D&t&tA | Q1 | X1 · U6 | H8 |

Łącznie znane jest co najmniej siedem różnych wariantów tytułów, jakimi Ptolemeusz IV był honorowany w Egipcie. Grecka tytulatura władcy brzmiała basileus Ptolemaios IV Theos Philopator I - król Ptolemeusz Bóg Miłujący Ojca.